# Vũ Tuân
Vũ Tuân (1922 - 1993), còn có biệt danh là Vũ Tích, là đảng viên Đảng Cộng sản Việt Nam, chính khách Việt Nam, từng giữ chức Tổng Biên tập Báo Nhân dân, Ủy viên Ban Chấp hành Trung ương khóa IV, Bộ trưởng Bộ Công nghiệp nhẹ, Bộ trưởng Bộ Công nghiệp Thực phẩm, Bộ trưởng Phủ Thủ tướng, Bộ trưởng Bộ Tài chính.

## Tiểu sử
Quê quán: Xã Thái Học, huyện Bình Giang, tỉnh Hải Dương.
Năm 1949 - 1951 ông giữ chức Bí thư Tỉnh ủy Phú Thọ .
Năm 1953 – 1954 ông giữ chức vụ Tổng Biên tập Báo Nhân dân .
Sau đó ông chuyển sang công tác Đảng, giữ chức Chánh Văn phòng Trung ương Đảng.
Sau năm 1975 ông được bầu vào Ban chấp hành Trung ương Đảng khóa IV (1976) và đã đảm nhận các chức vụ quan trọng như:
Bộ trưởng Bộ Công nghiệp Nhẹ (1975 - 28/2/1977, kế nhiệm là Trần Hữu Dư). Từ 28/2/1977 – 22/1/1981 ông giữ chức vụ Bộ trưởng Phủ Thủ tướng.
Bộ trưởng đầu tiên Bộ Công nghiệp Thực phẩm (22/1/1981 - 6/1982).
Năm 1986 ông giữ chức vụ Bộ trưởng Bộ Tài chính trong thời gian ngắn 8 tháng (8/1986 – 2/1987).
Bộ trưởng Bộ Công nghiệp nhẹ lần 2 (02/1987 - 02/1990) ,
Năm 1990 ông nghỉ hưu.